# 黄凤麟
黃鳳麟（555年—626年），字魁熹，號江夏逸叟，湖北江夏郡黃州黃岡縣黃鶴鄉仁義村人。
隋煬帝（605年）乙丑科進士。历官弘文馆编撰、直学士、比部员外郎、侍御史。武德丙戌年（626年）十二月十五日戌时病卒。葬江夏黄冈山之原金凤披霞穴。